# بحيرة ويدجماونت
بحيرة ويدجماونت هي بحيرة جبال الألب ذات اللون الفيروزي تقع في حديقة مقاطعة غاريبالدي في كولومبيا البريطانية بكندا. يقع أسفل جبل ويدج وجبل باركهيرست وجبل ريثيل وجبل ويرت. تغذي المياه الذائبة من جليدية ويدجماونت وجليدية ارمشير البحيرة، في حين أن جدول ويدجماونت هو التدفق الخارجي من البحيرة.